# 国鉄チキ5200形貨車

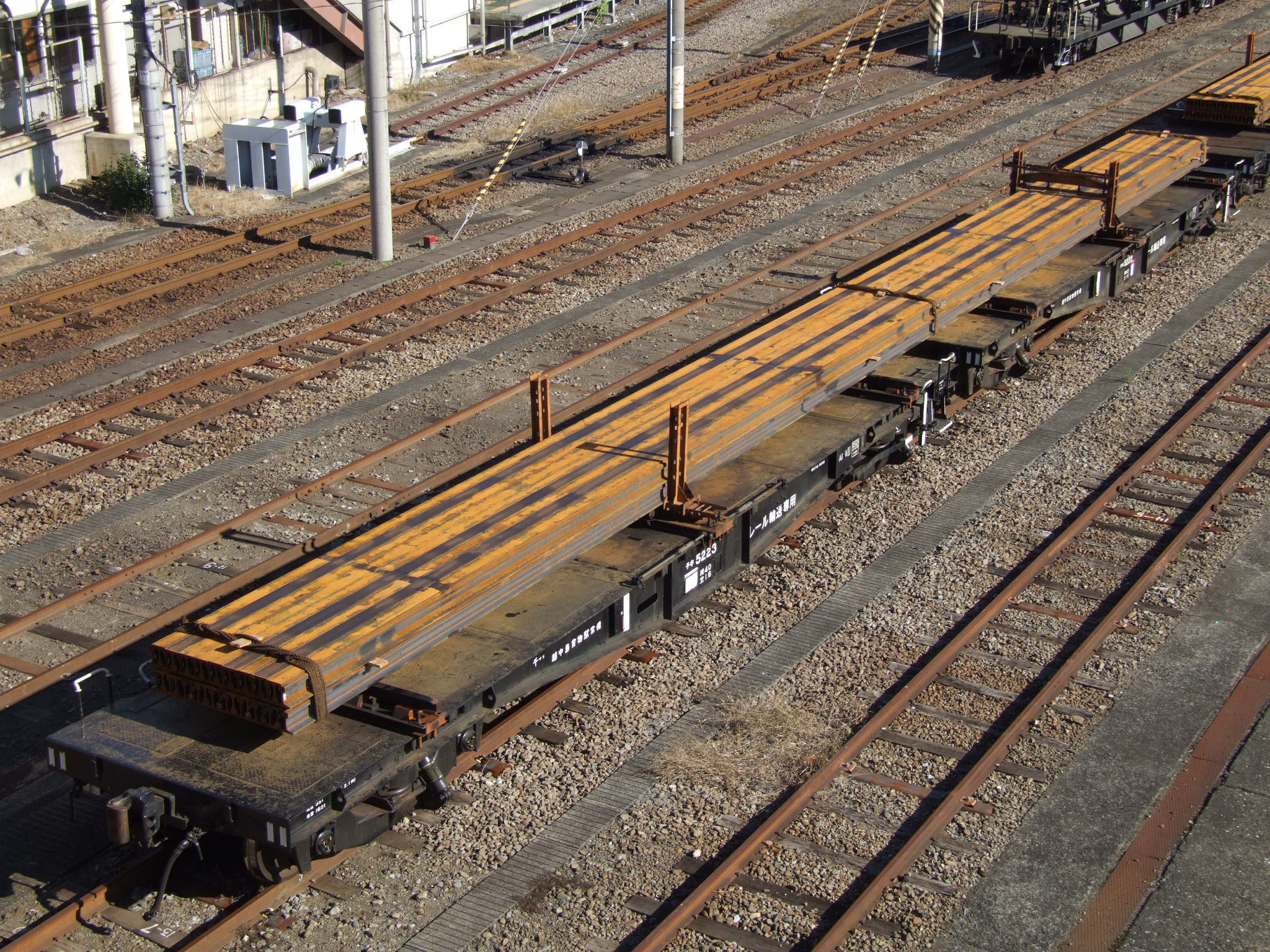
レール積載状態のチキ5200形（2007年11月、八王子駅にて）

国鉄チキ5200形貨車（こくてつチキ5200がたかしゃ）は、日本国有鉄道（国鉄）が1979年（昭和54年）度から1981年（昭和56年）度にかけてコキ10000形コンテナ車の改造により製作したレール輸送専用貨車（長物車）である。

## 登場の経緯、概要
コキ10000系コンテナ車は、枕ばねに空気ばねを採用した台車（TR203形）を装備して最高速度100 km/hで走行できる貨車として登場した。しかし、ブレーキ装置などへの圧縮空気供給の関係で牽引する機関車が限定されるうえ、国鉄コンテナの標準規格が12フィート形に移行した後はこれを4個しか積むことができず、積載効率が悪いこともあり、最高速度95 km/hで機関車を選ばず、12フィート形コンテナを5個積載できるコキ50000系コンテナ車が登場した後は次第に運用が減少し余剰化していた。さらに、コキ50000形に車掌室を装備したコキフ50000形の運用が増えるにつれ、金属製コイルばねのTR223形台車を履いた同車の車掌乗務時の乗り心地の悪さが指摘され、労働争議の対象にもなった。当初はばねの柔らかい台車（TR223A形）に振り替えたが効果は少なく、結局余剰となったコキ10000形のTR203形台車に振り替えることになった。これらの改造によりコキ10000形の車体とコキフ50000形の台車が余剰となったため、処遇が問題となっていた。当時、まだ経年が浅かったこともあり、これらを有効活用して定尺レール輸送用の長物車を製作することになった。そうして生まれたのが本形式である。総数188両（チキ5200 - チキ5387）が改造された。

## 車両の構造
2両1組で25メートル定尺レール輸送に使用するため、コキ10000形から流用された車体は切り詰めて使用された。台枠上には床鉄板が張られ、レール用緊締装置が取り付けられた。デッキにあった手摺と手ブレーキは撤去され、両側ブレーキに変更された。ブレーキ手摺は伸縮式の物を新たに設けた。台車はコキフ50000形から流用されたTR223形である。この台車は後に台車枠に亀裂の入る不具合が続出した（コキ50000形も同様）ため、貨物保有車は後に強化型の台車枠を装備したTR223F形に振替えられている（旅客会社保有車は改修工事のみ）。ブレーキ制御装置はコキ10000形のものを、電磁弁を取り外して流用したが、金属ばね台車に車体ブレーキシリンダ装備となったため、応荷重機構はコキ50000形と同等のものを付加している。最高速度は75 km/hである。

## 現況
1987年の国鉄分割民営化により、本形式は四国旅客鉄道（JR四国）を除くJR各社に引継がれた。継承両数は、北海道旅客鉄道（JR北海道）に30両、東日本旅客鉄道（JR東日本）に48両、東海旅客鉄道（JR東海）に18両、西日本旅客鉄道（JR西日本）に48両、九州旅客鉄道（JR九州）に10両、日本貨物鉄道（JR貨物）に2両の合計156両である。
旅客鉄道会社では事業用としてレール輸送用に使用している。2022年4月1日時点で、JR西日本に38両在籍している。
JR北海道には2020年4月1日時点で岩見沢運転所に20両が在籍していたが、2021年3月31日付でこの20両が全て廃車となり配置がなくなった。同日、岩見沢運転所はチキ6000形貨車の6両も廃車となっており、これによって岩見沢運転所は車両の配置がなくなった。
JR東日本には2020年4月1日時点で40両が在籍していたが、2021年3月のダイヤ改正によりキヤE195系に置き換えられた。2020年度に8両が廃車となり、2021年度に残りの32両も廃車され、配置がなくなった。このうち2両（チキ5252と5254）は小湊鉄道に譲渡されている。
JR九州は2011年3月31日付で車籍を残したまま日鐵運輸に譲渡されていた。2020年4月1日時点で2両が在籍していたが、2021年3月にこの2両が廃車となり配置がなくなった。
JR貨物では2010年4月1日時点で2両の在籍が確認されているが、その後（時期不明）に二代目「SLスチーム号」用客車のオハテ321-1とオハテフ310-1に改造されたとの情報もあり、2023年10月時点での所在については不明である。